# Jules Cavaillès
Pour les articles homonymes, voir Cavaillès.
Jules Cavaillès, ou Jean Jules Louis Cavaillès, est un peintre et lithographe français né à Carmaux le 20 juin 1901 et mort à Épineuil le 29 janvier 1977. Il appartient au mouvement des peintres de la réalité poétique.

## Biographie

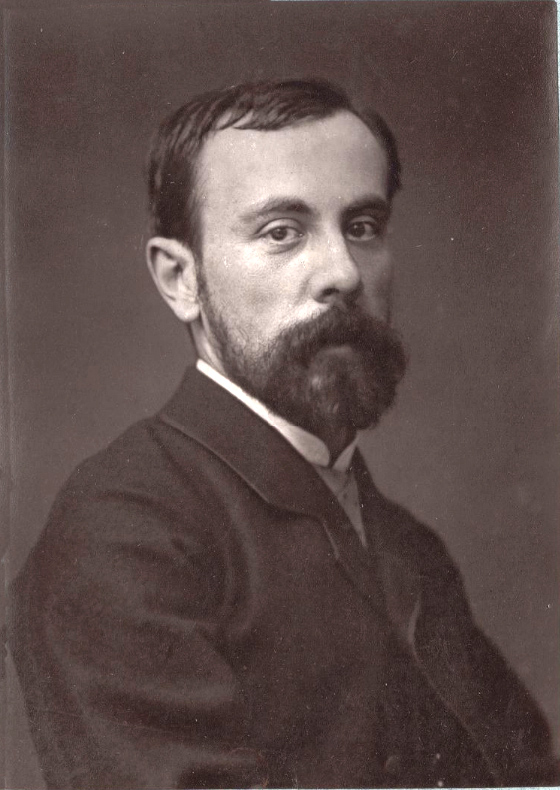
Albert-Émile Artigue.

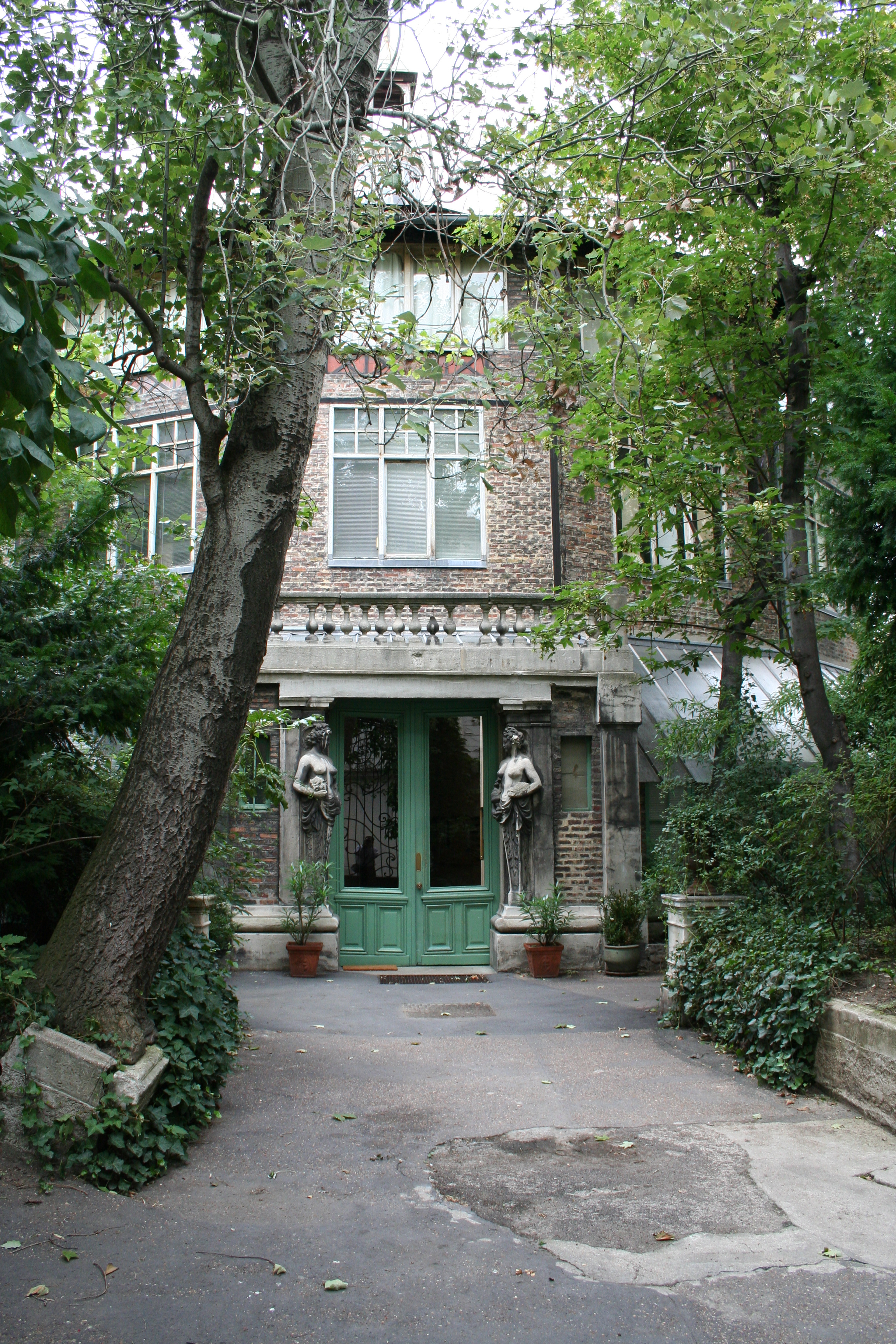
La Ruche (cité d'artistes), Paris.

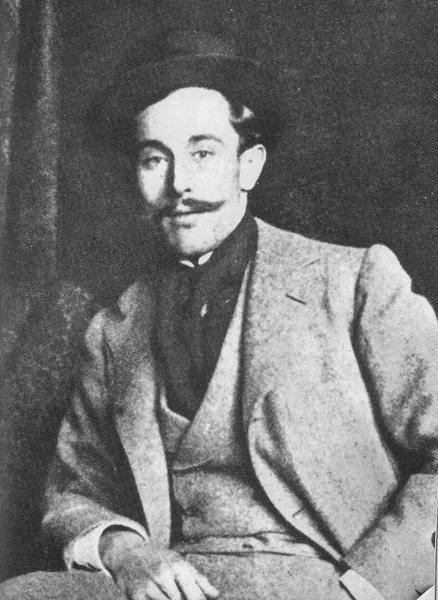
Paul Albert Laurens.

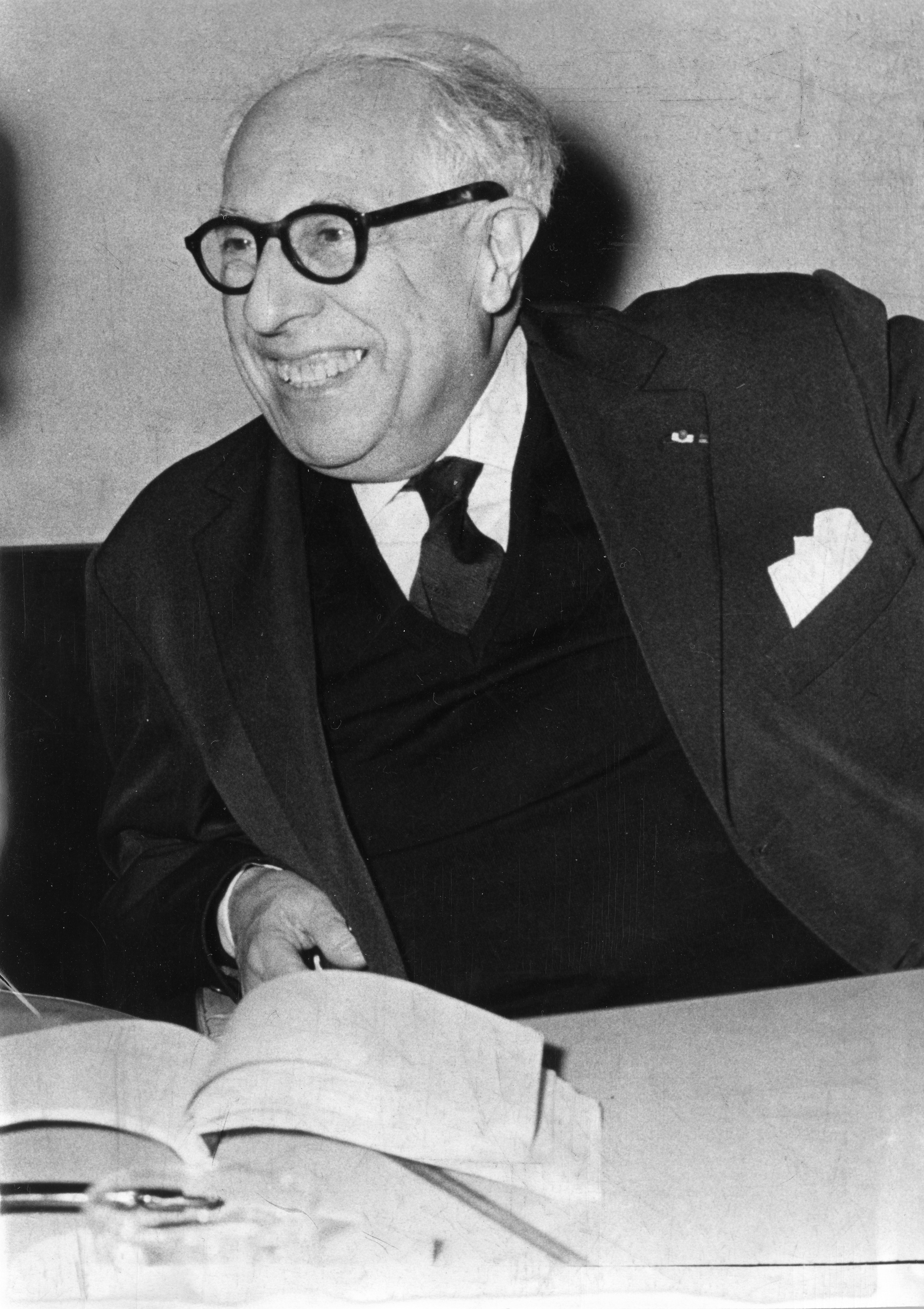
Jean Cassou.

La plaque commémorative apposée aujourd'hui sur le mur du 6, rue Victor-Hugo à Carmaux rappelle que « Jules Cavaillès, peintre de la Réalité poétique, résistant tarnais » est né là le 20 juin 1901. Après des études secondaires au lycée d'Albi perturbées par une santé fragile, puis une classe de préparation à l'École nationale supérieure des arts et métiers à Castres, il est de septembre 1918 à décembre 1921 dessinateur industriel aux mines de Carmaux. C'est donc à l'âge de 21 ans que Jules Cavaillès, encouragé en cela par Albert-Émile Artigue, quitte sa ville natale et part à Paris pour, avec son épouse née Rose Féral (mariage le 6 avril 1920), s'installer à La Ruche et se consacrer à la peinture.
Tout en fréquentant assidûment le Musée du Louvre, Jules Cavaillès est, de 1923 à 1925, élève à l'Académie Julian de Jean-Pierre et Paul Albert Laurens, les deux fils de Jean-Paul Laurens. S'il fréquente alors étroitement des élèves de l'académie tels qu'Amédée de La Patellière, André Dignimont ou André Favory, il se lie surtout d'une durable amitié avec Roger Limouse dont il va partager l'atelier, les deux jeunes artistes œuvrant alors ensemble à des travaux publicitaires qu'ils signent Ambo. Il expose en 1929 une nature morte et une étude au Salon des indépendants.
Avec son épouse Rose, Jules Cavaillès ouvre aux fins de ressources, successivement à Choisy-le-Roi et rue de l'Abbé-Groult dans le 15e arrondissement de Paris, un petit commerce d'alimentation (des clients amis tels qu'André Derain, Henri Matisse, Marc Chagall et Pierre Bonnard s'y retrouvent et s'y attardent) qu'il tiendra jusqu'en 1936, date où il obtient la bourse Blumenthal et à partir de laquelle il va vivre exclusivement de son art. En 1938, il est nommé professeur à l'École nationale supérieure des arts décoratifs où il se lie avec Raymond Legueult, Roland Oudot et Maurice Brianchon.
Homme de valeurs, lors de la Seconde Guerre mondiale, il revient dans le Tarn, prend part à la Résistance et devient, avec son ami Jean Cassou, un des chefs du maquis languedocien : « son atelier du 19 rue de la Berchère à Albi est alors un Q.G. de la Résistance, lui-même en étant l'un des chefs, évoque Henri Bureau. On entreposait chez lui des tracts. Dans cet important centre de la clandestinité dans le Tarn devenu refuge des persécutés, des juifs comme Pierre Dac furent cachés ».
À la Libération, nommé conservateur du musée de Toulouse, il revient à Paris l'année suivante, s'y partageant entre son atelier de la rue de Poissy et la réintégration de son poste de professeur à l'École nationale supérieure des arts décoratifs. En parallèle, il est professeur à l'Académie Julian de la rue de Berri, jusqu'en 1974.
En dehors des expositions dans les salons, il réalise des décors muraux (salle des mariages de la mairie de Poissy) et des pièces de mobilier, collabore à la décoration de paquebots (Ferdinand-de-Lesseps, Jean-Laborde).

## Œuvres

### Fresques murales
- Pavillon du Languedoc, Exposition universelle de 1937[4].
- Mairie de Poissy.

### Contributions bibliophiliques

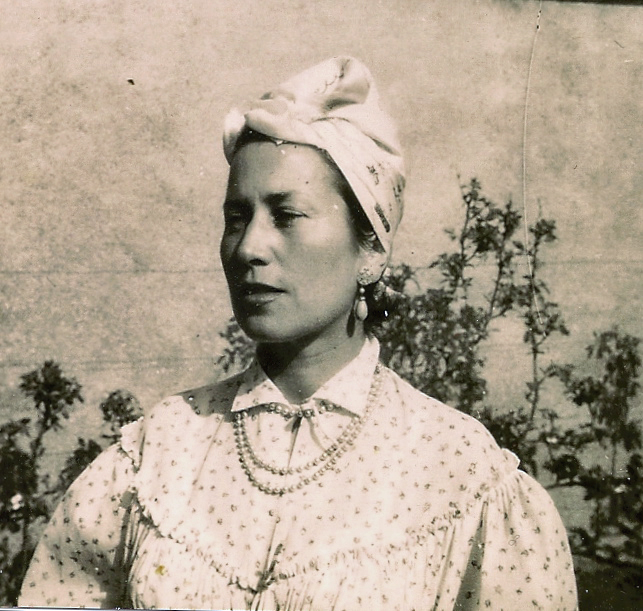
Dominique Rolin

- Jean Giono, Romans : Colline - Un de Baumugnes - Regain - Le grand troupeau - Le chant du monde - Que ma joie demeure - Batailles dans la montagne, trente deux illustrations hors-texte par Jules Cavaillès, Hans Erni, Lucien Fontanarosa, Raymond Guerrier, Élie Lascaux, Maurice-Élie Sarthou, Pierre-Yves Trémois, dix mille deux cent cinquante exemplaires numérotés, Gallimard, 1956.
- Jean Cassou, Éloge de Cavaillès, sept lithographies originales et culs-de-lampe de Jules Cavaillès imprimés par Mourlot Frères, Éditions Manuel Bruker, 1958[10].
- Maurice Toesca, Le chant du ruisseau, vingt lithographies originales de Jules Cavaillès imprimées par Mourlot Frères, deux cents exemplaires numérotés, Le Livre contemporain et Les Bibliophiles franco-suisses, 1960.
- Albert Camus, Théâtre : Les justes - Le malentendu - L'état de siège - Caligula, vol.5 des Œuvres d'Albert Camus, illustrations de Jules Cavaillès, Albert Sauret imprimeur, 1962.
- Vingt fables de La Fontaine, édité sous la direction de Jean Cassou pour la Croix-Rouge française, lithographies originales de Yves Alix, Alexander Calder, Cassandre, Jules Cavaillès, Antoni Clavé, Paul Colin, Lucien Coutaud, Salvador Dali, Hermine David, André Dunoyer de Segonzac, Valentine Hugo, Félix Labisse, Jacques Lagrange, André Marchand, Édouard Pignon, Dom Robert, Georges Rohner, Marc Saint-Saëns et Louis Touchagues, quarante et un exemplaires numérotés, Éditions C. de Acevedo, 1966.
- Dominique Rolin, Carnet de Cannes, illustré de vingt-quatre dessins de Jules Cavaillès, trois cent cinquante exemplaires numérotés, collection « Carnets d'artistes », La Bibliothèque des arts, 1967.
- Claude Aveline, Yves Berger, Luc Decaunes, François Nourissier, Marguerite Duras, René de Obaldia, Marcel Béalu, Jacques Brosse, Robert Marteau, Armand Lanoux, Louise de Vilmorin, Claude Roy, Robert Ganzo, Lucien Becker, Pierre-Albert Birot, Jean Blanzat, Michel Butor, Guilherme Figueiredo, Alain Bosquet et Pierre Mac Orlan, Variations sur l'amour, lithographies originales de Georges Rohner, Leonardo Cremonini, Maurice-Élie Sarthou, Jules Cavaillès, Michel Rodde, André Minaux, Pierre-Yves Trémois, Leonor Fini, Paul Guiramand, Blasco Mentor, Édouard Georges Mac-Avoy, Marcel Mouly, Édouard Pignon, Jean Commère, Ossip Zadkine, Lucien Coutaud, André Masson, Félix Labisse, Yves Brayer, André Planson, cent quatre-vingt dix exemplaires numérotés, Le Club du livre, Philippe Lebaud, Paris, 1968.
- Colette, Œuvres complètes, édition du centenaire de Colette, illustrations de Guy Bardone, Pierre Boncompain, André Brasilier, Bernard Cathelin, Jules Cavaillès, Lucien Fontanarosa, Jean Fusaro, Pierre Garcia-Fons, René Genis, Paul Guiramand, Jacques Thévenet, Éditions du Club de l'honnête homme, 1973.

### Affiches
- S.N.C.F. - Côte d'Azur, 1953.
- S.N.C.F. - Paris, 1957.
- S.N.C.F. - Discover France by train, 1957.
- Le carnaval de Nice, février 1964.

### Tapisserie
- La magicienne, 1949, seule tapisserie créée par Jules Cavaillès, ambassade de France à Berlin[11],[12].

### Écrits
- Jules Cavaillès, Hommage à Jean Pougny, Musée d'art moderne de la ville de Paris, janvier 1958.

## Expositions

### Expositions personnelles
- Galerie Druet, Paris, 1937.
- Galerie Bäcksbaka, Helsinki, 1941.
- Galerie Henri Gaffié, Nice, 1943.
- Galerie Saint-Germain-des-Prés, Paris, 1946.
- Galerie André Weil, Paris, 1948.
- Galerie Romanet, Paris, 1956.
- David Findlay Galleries, New York, 1957, 1958, 1964.
- Galerie Abels, Cologne, 1959.
- Galerie La Gravure, Paris, mars-avril 1963.
- Arthur Tooth & Sons Gallery, Londres, 1963, 1965.
- Jules Cavaillès - Lumières de Cannes, Galerie Schmit, Paris, 1967.
- Galerie Vismara, Monaco, 1967, 1969.
- Hommage à Jules Cavaillès, château de Guillebaudon, 1969.
- Galerie Art et Orient, Paris, 1975.
- Galerie des Granges, Genève, 1978.
- Cavaillès, Musée Toulouse-Lautrec, Albi, mars-avril 1982.
- Wiegersma Fine Art, Bruxelles, 2002.
- Galerie Quintessens, Utrecht, 2002.
- Waterhouse & Dodd, Londres, 2007.
- Musée des beaux-arts de Gaillac, 2008, juillet décembre 2017.
- Jules Cavaillès, le peintre du bonheur, Galerie Fleury, Paris, octobre-novembre 2008.
- Musée de Saint-Lo, Musée de Menton, Musée Faure d'Aix-les-Bains, 2009.
- Galerie Brame et Lorenceau, Paris, juin-juillet 2010[13].
- Galerie Michel Estades, Lyon, mars 2013.
- Millon S.V.V., commissaires-priseurs, Succession Jules Cavaillès - De l'Académie Julian à La Ruche, Hôtel Drouot, Paris, 8 mars 2016 (première vente : L'atelier de la Réalité poétique) et 11 mars 2016 (seconde vente : Le collectionneur).
- Hommage à Jules Cavaillès, peintre de la Réalité poétique Musée Toulouse-Lautrec, Albi, avril-décembre 2017[14],[15].
- Cavaillès illustrateur, Maison de la citoyenneté, Carmaux, 2017[16].
- Galerie Ilian Rebei, Paris, octobre-novembre 2020[17].

### Expositions collectives
- Salon des Méridionaux, Toulouse, 1927.
- Salon des artistes français, Paris, à partir de 1928.
- Salon des indépendants, Paris, 1925, 1928.
- Salon d'automne, Paris, 1925, 1928.
- Salon des Tuileries, Paris, 1928, 1935, 1960.
- Jules Cavaillès et Roger Limouse, Galerie Nandette-Monthui, Paris, 1928.
- Temps présent, Galerie Charpentier, 1930.
- Galerie Bäcksbaka, Helsinki, 1939.
- Maurice Brianchon, Jules Cavaillès, Raymond Legueult, Roland Oudot, Galerie de l'Élysée, Paris, 1939[18].
- Exposition d'art contemporain français et anglais, Melbourne, 1941.
- Les étapes du nouvel art contemporain, Galerie Berry-Raspail, Paris, 1941.
- Galerie Arte, Cannes, 1942, 1943.
- Biennale de Venise, 1948.
- Brooks Memorial Art Gallery, Memphis (Tennessee), 1949.
- Maîtres de demain, Galerie Wildenstein, Londres, 1949.
- Autour de 1900, Galerie Charpentier, Paris, 1950.
- Les grandes étapes de l'art moderne, Musée des beaux-arts de Rouen, 1950.
- Biennale de São Paulo, 1951.
- Plaisirs de la campagne, Galerie Charpentier, Paris, 1954.
- École de Paris, Galerie Charpentier, Paris, 1954, 1955.
- Les peintres de la Réalité poétique, Galerie Romanet, Paris, 1956[19].
- Les peintres de la Réalité poétique, Salle des remparts, La Tour-de-Peilz (Suisse), 1957.
- Le pétrole vu par 100 peintres, palais Galliera, Paris, toile exposée : Les pétroliers à Lavéra, 1959.
- Formes et couleurs, Galerie Charpentier, Paris, 1961.
- Peintres de la vie quotidienne - René Aberlenc, Guy Bardone, André Brasilier, Jules Cavaillès, Paul Collomb, René Genis, Paul Guiramand, Pierre Lesieur, Blasco Mentor, André Minaux, Roger Montané, Robert Savary, Jean Vinay, Hôtel Cabu, Orléans, avril-mai 1968.
- La Réalité poétique, Galerie des Granges, Genève, 1972.
- Première exposition internationale des arts de Téhéran, Centre des expositions internationales, Téhéran, décembre 1974 - janvier 1975[20].
- La Réalité poétique, Galerie Triade, Barbizon, 1985.
- Les peintres de la Réalité poétique, Galerie Jean-Pierre Joubert, Paris, 1987.
- Les peintres de la Réalité poétique, palais des expositions, Genève, avril-mai 1994.
- Figures de femmes, figures de l'histoire de France - Marc Baumann, Louise Bourgeois, Jules Cavaillès, Louis Latapie, Le Corbusier, Henri Matisse, Joan Miró, Pablo Picasso, Galerie nationale de la tapisserie de Beauvais, juillet 2010 - février 2011[21].
- Les peintres de la Réalité poétique, Musée des beaux-arts de Gaillac, 2011[22].
- Les peintres de la Réalité poétique - Domation Guy Bardone et René Genis, Musée de l'abbaye de Saint-Claude, avril-juin 2012.
- De Brayer à Villon, le Tarn, terre d'asile des artistes, Musée des beaux-arts de Gaillac, 2015[23].
- Regards croisés, Galerie Danielle Bourdette-Gorzkowski, Honfleur, juillet 2016[24].
- Muses et modèles, Galerie nationale des beaux-arts de Sofia, août-octobre 2016[25].
- Le théâtre en tapisserie - Cavaillès, Lurçat, Matisse - La tapisserie « La magicienne » de Jules Cavaillès et ses gouaches préparatoires, Musée Dom Robert et de la tapisserie du XXe siècle, Sorèze, mai-décembre 2017[11],[12].

## Réception critique
- « Dans l'art de notre époque où l'on s'est fréquemment attaché à refaire et copier Cézanne, Picasso et même Segonzac, la peinture de Cavaillès éclate comme un fruit mûr de toutes ses promesses de bonheur. » - Florent Fels[26]
- « Si les Fauves lui ont d'abord enseigné l'intensité, il a osé le retour à la nuance. Cavaillès est un peintre d'atmosphère, sa liberté poétique, son goût de la sensibilité pure qu'il rend en tons clairs et vifs, l'heureux raffinement de sa composition, tout concourt à faire de ses toiles des miroirs qui reflètent sa joie de vivre. » - Bernard Dorival[19]
- « Son œuvre est constituée de toiles aux couleurs franches, dérivées d'un fauvisme très adouci, qu'il a mené vers 1950 par une réduction de formes à une sorte de dentelle diaphane qui rappelle lointainement Bonnard. » - Le Robert[9]
- « Une peinture baignée de lumière impressionniste, endiguée et musclée par les leçons du fauvisme et qui s'inscrit dans le genre de la Réalité poétique. » - Gérald Schurr[27]
- « Il peint par juxtaposition de couleurs pures, dérivées d'un fauvisme très adouci, suivant en cela un cheminement commun à de très nombreux peintres de l'entre-deux-guerres, délaissant l'intensité et l'esprit de recherche pour la joie de vivre. » - Dictionnaire Bénézit[2]
- « Paré de toutes les couleurs du printemps, l'art de Jules Cavaillès, dérivé de celui de Renoir et de Bonnard, est un art heureux où les formes sont légères, les harmonies de tons clairs nuancées avec raffinement. Ses thèmes ? Des fenêtres ouvertes sur des jardins ou la campagne ; des intérieurs sentimentaux où des objets évocateurs de joies intimes dialoguent avec de fins bouquets de fleurs et des étoffes fanées. » - Maximilien Gauthier[6]

## Prix et distinctions
- Première bourse Blumenthal pour la pensée et l'art français, 1936[19].
- Prix Hallmark, 1949[19].
- Chevalier des Palmes académiques, 1960.
- Chevalier de l'Ordre national du Mérite, 1966[28].
- Commandeur des Arts et des Lettres, 1966[28].

## Musées
- Musée Toulouse-Lautrec, Albi.
- Université Champollion, Albi.
- Maison de la citoyenneté, Carmaux.
- Musée des beaux-arts de Dijon, Les clochettes mauves, peinture.
- Musée des beaux-arts de Marseille, Bouquet et pomme de pin, peinture.
- Musée Fabre, Montpellier.
- Musée Bernard d'Agesci de Niort, Fleurs, peinture.
- Musée d'art moderne de la ville de Paris.
- Musée des beaux-arts de Rouen, L'invitation au voyage, peinture.
- Musée d'art et d'histoire de Saint-Brieuc, La cour de ferme, peinture.
- Musée de l'abbaye, Saint-Claude (Jura), Jeune femme dans un fauteuil vert, peinture.
- Musée Dom Robert et de la tapisserie du XXe siècle, Sorèze, trois gouaches préparatoires pour la tapisserie La magicienne, 1949[12].
- Musée des Augustins de Toulouse, ''Albi, huile sur toile 65x54cm, 1935 ; La convalescente, huile sur toile 65x46cm, 1943 ; Nature morte aux jumelles, huile sur toile, 73x54cm.
- Musée d'art Ateneum, Helsinki, Silittâjâtâr, huile sur toile 81x100cm, 1949 ; Parc à Albi, 81x65cm.
- Kunsthaus de Zurich.
- Art Institute of Chicago.

## Collections privées
- Paquebot France, La corbeille bleue[29].

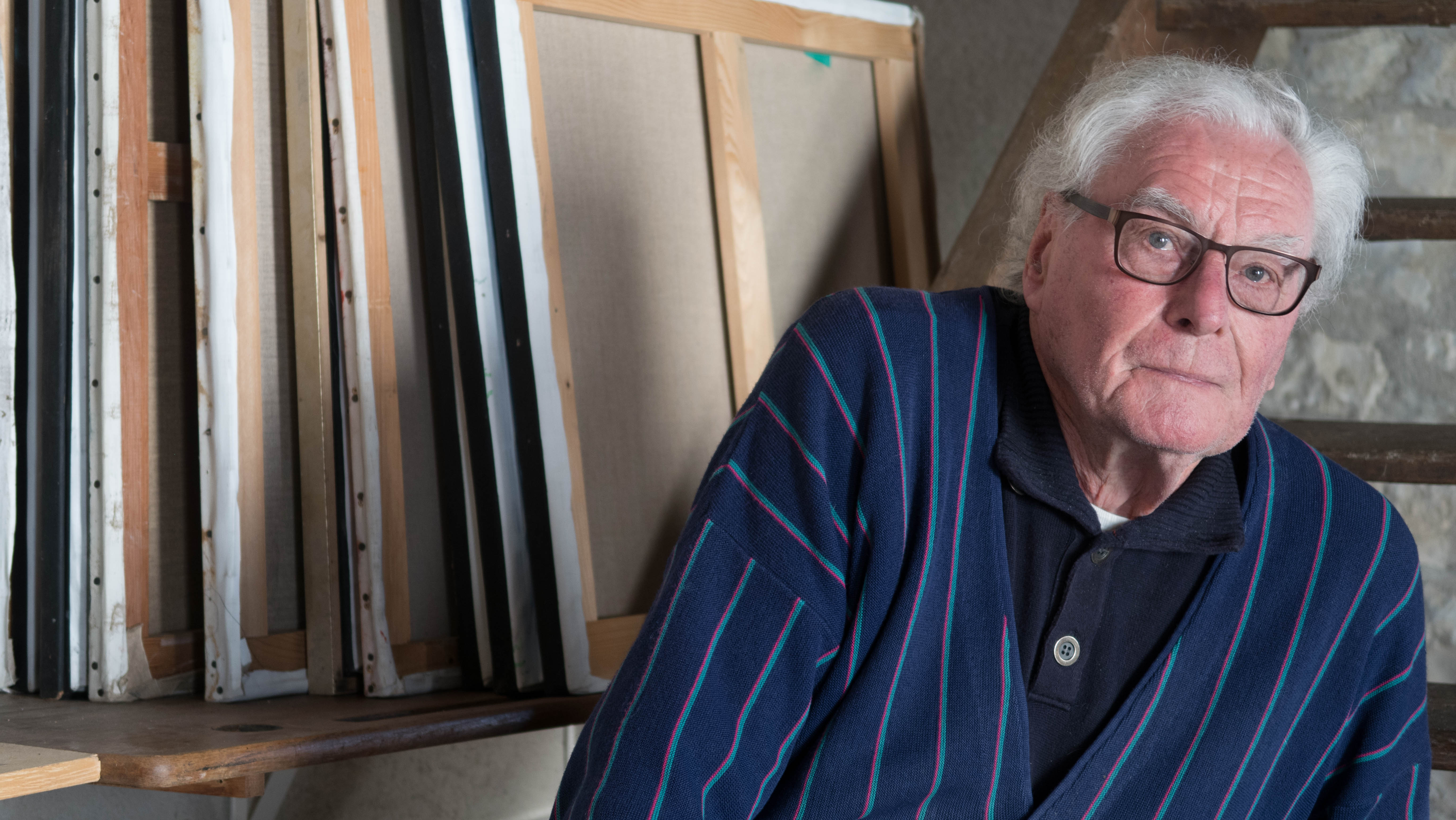
Pierre Jutand.

## Élèves
(Liste non exhaustive)
- Pierre Clayette.
- René Genis aux arts décoratifs.
- Pierre Jutand.
- John Levee

## Iconographie
- Portraits de Jules Cavaillès par Raymond Legueult (1898-1971), dessins au fusain, 1964[30]